# 環杓關節
環杓關節（cricoarytenoid articulation 或稱 關節(joint)、環杓狀關節）是連接環狀軟骨及杓狀軟骨的關節。

## 外部連接
- （英文）lesson11 在韦斯利诺曼的解剖课上（乔治城大学） (larynxskel2)

Template:Joints of head and neck